# Abyme (roman)
Pour les articles homonymes, voir Abyme.
 (novembre 2023).
Si vous disposez d'ouvrages ou d'articles de référence ou si vous connaissez des sites web de qualité traitant du thème abordé ici, merci de compléter l'article en donnant les références utiles à sa vérifiabilité et en les liant à la section « Notes et références ».
Abyme est un roman de fantasy français publié par Mathieu Gaborit en 1996-1997. Il développe une intrigue policière et fantastique dans le même univers de fantasy baroque que Les Chroniques des Crépusculaires, autre roman du même auteur paru en 1995-96.

## Synopsis
Abyme est une cité baroque située à l'ouest des Royaumes crépusculaires. Dans cette cité comme dans le reste des Royaumes, cohabitent des humains et de nombreux peuples fantastiques : géants, ogres, satyres, farfadets, fées noires, etc. Mais Abyme a la particularité d'être l'entrée des Abysses et l'unique cité où les peuples mortels peuvent cohabiter avec les démons et leurs seigneurs infernaux, ce qui facilite grandement la pratique de la sorcellerie. Le personnage principal, Maspalio, est un farfadet, un ancien prince-voleur qui a raccroché depuis quelques années. Un jour, il est engagé pour retrouver un démon.

## Éditions
Abyme a d'abord été publié en deux tomes aux éditions Mnémos dans la collection "Légendaire" en 1996-1997 :
- Aux Ombres d’Abyme (1996),
- La Romance du démiurge (1997).

Abyme est ensuite réédité en un seul volume chez le même éditeur en collection "Icares" en 2000 sous une couverture de Gérard Trignac et Julien Delval. Il est ensuite réédité en poche chez J'ai lu en 2003, puis chez Mnémos dans la collection de poche Hélios en 2014.

## Adaptations
Le jeu de rôle Agone, paru chez Multisim en 1999, est un jeu de rôle de fantasy flamboyante qui s'inspire des Chroniques des Crépusculaires et d’Abyme. Mathieu Gaborit a participé à la conception du jeu. Le jeu développe et approfondit l'univers des romans et le baptise "l'Harmonde". Abyme, paru chez Multisim en 2000 et adapté uniquement du roman éponyme, est un livre qui peut être utilisé comme un supplément pour Agone ou comme un jeu de rôle autonome.
En 2009, les éditions Mnémos ont publié un « livre-univers » dérivé d’Abyme, un ouvrage collectif publié sous le titre Abyme : le guide de la cité des Ombres et illustré par Gérard Trignac et Julien Delval. L'ouvrage propose une description approfondie de la cité d'Abyme, en détaille chaque rue et approfondit les intrigues qui s'y nouent. Un second jeu de rôle adapté du roman et intitulé Abyme : aventures dans la cité des Ombres, a été publié en même temps, également aux éditions Mnémos.